# Трамонти ди Мецо (Порденоне)
Трамонти ди Мецо је насеље у Италији у округу Порденоне, региону Фурланија-Јулијска крајина.
Према процени из 2011. у насељу је живело 76 становника. Насеље се налази на надморској висини од 400 м.